# رزمنامة

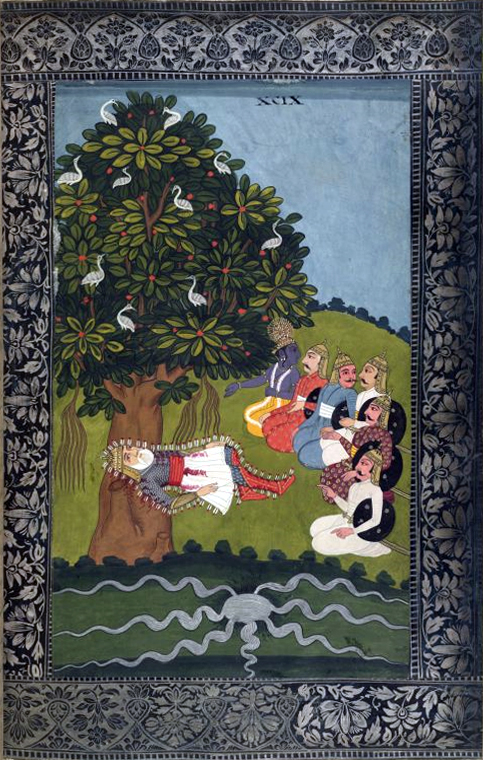
مخطوطة فارسية للرزمنامة

رزمنامة: هو الترجمة الفارسية للملحمة الشعرية الهندية مهاباراتا.